# Palais épiscopal d'Uzès
Le palais épiscopal d'Uzès est un palais situé à Uzès, en France.

## Localisation
Le palais est situé sur la commune d'Uzès, place de l'évêché, dans le département français du Gard.

## Historique
Le reconstruction du palais épiscopal est commencé, après la reconstruction de la cathédrale, sous l'épiscopat de l'évêque d'Uzès, Jacques Adhémar de Monteil de Grignan, en 1662. Cette reconstruction a commencé par la démolition des vestiges de l'ancien épiscopal qui ne disposait que d'un emplacement limité entre l'enceinte de la ville et le quartier canonial qui a pu être, lui aussi, partiellement détruit. Des maisons ont dû être achetées pour permettre la construction du nouveau palais épiscopal et dégager une cour d'honneur devant. Le nouveau palais épiscopal déborde l'enceinte de la ville qui a été partiellement détruite.
Le nouveau palais épiscopal est entièrement construit entre 1663 et 1674 par les maçons Mathieu Jarquet et Balthazar Petit sur les plans du sieur Roché ou Rochié, prieur de la Souche, puis de Vénéjan. Les atlantes du balcon ont été réalisés par Jean et Guillaume Croisé, sculpteurs de Bourg-Saint-Andéol. Les fenêtres étaient originellement à meneaux. Ils ont été supprimés en 1678 après l'arrivée de l'évêque Michel Poncet de La Rivière.
Le palais épiscopal a été vendu comme bien national pendant la Révolution. Il a été revendu plusieurs fois. Il a été la propriété du baron de Castille.
Le bâtiment a été désaffecté en 1926, après le départ de la sous-préfecture. Le plancher du premier étage, dans le corps central du bâtiment, s'est effondré en 1973 pendant une période de restauration.
L'ancien palais épiscopal est aujourd'hui occupé en partie par le musée Georges Borias depuis 1978, les archives municipales, le tribunal d’instance et des salles d’exposition. Il accueille aussi l'association pour le théâtre populaire et le club de bridge.

## Protection
L'édifice est inscrit au titre des monuments historiques le 23 décembre 1981.